# Jenny, Juno
Jenny, Juno (제니, 주노?) è un film del 2005 scritto e diretto da Kim Ho-jun.

## Trama
Jenny ha quindici anni, si innamora del coetaneo Juno e rimane di lui incinta; messi di fronte alla scelta, decidono di tenere il bambino e di imparare a diventare genitori modello.